# 후안 과이도
후안 헤라르도 과이도 마르케스(스페인어: Juan Gerardo Guaidó Márquez 스페인어 발음: [hwaŋ heˈɾaɾðo ɣwai̯ˈðo ˈmaɾ.kes], 1983년 7월 28일 ~ )는 베네수엘라의 정치인이자 공학자로 2019년 1월 5일부터 베네수엘라 국회의장을 지내고 있다. 중도좌파 사회민주주의 정당인 인민의지당 소속으로, 현재 바르가스 주의 의원을 역임하고 있다.
과이도는 니콜라스 마두로가 베네수엘라의 대통령으로 1월 10일에 취임하자 1월 23일에 본인이 베네수엘라의 임시 대통령임을 선언했다. 2022년 12월 30일에 정의제일당을 포함한 3개의 야당이 주재하는 의회에서 과이드를 잠정 대통령으로부터 해임받는 결의가 가결되었기 때문에 완전히 잠정 대통령의 지위를 잃었다.

## 생애
과이도는 비행사와 교사였던 중산층 부모님 아래에서 여덟 명의 자녀 가운데 한 명으로 태어났다. 과이도의 할아버지 가운데 한 명은 베네수엘라 국가 헌병대 하사였으며, 다른 한 명은 베네수엘라 해군 대령이었다.
1999년 바르가스 주에서 일어난 돌발홍수와 토석류로 피해를 입어 일시적으로 집 없는 생활을 했으며, 2000년에 고등학교를 졸업했다. 동료들의 주장에 따르면, 홍수로 피해를 입었을 때 당시 새 대통령이었던 우고 차베스가 무책임한 반응을 보인 것이 그의 정치적 견해에 영향을 미쳤다.
과이도는 2007년 안드레스 베요 가톨릭 대학교에서 산업공학을 전공했고, 미국의 조지 워싱턴 대학교 대학원과 베네수엘라의 고등 행정 학교에서 공부했다.

## 정치 행동
과이도는 베네수엘라 정부가 독립 텔레비전 네트워크였던 RCTV의 방송 허가증을 갱신하지 않기로 결정했을 때 학생들이 주도해 일으켰던 시위에 참가했다. 또한 시위에 참가했던 이들은 2007년에 우고 차베스가 제안한 개헌안에 반대하는 시위를 벌였고, 개헌안 국민 투표는 부결됐다.
과이도는 2009년에 인민의지당의 창당 당원이 됐다. 2014년에는 인민의지당의 국민 조정관이 됐다.

## 의원
과이도는 2010년 의원 선거에서 대체 의원으로 뽑혔고, 2015년 의원 선거에서 26%의 득표율로 의원으로 당선됐다. 2017년 과이도는 감사위원회 위원장이 됐고, 2018년에는 야당 지도자가 됐다.
과이도는 베네수엘라 국회에서 니콜라스 마두로 행정부와 관련된 부패를 조사했고, 2017년 베네수엘라 반정부 시위에 참가했다가 고무탄에 맞아 목에 상처를 입었다.

### 국회의장
과이도는 2018년 12월에 베네수엘라 국회의 의장으로 뽑혔고 2019년 1월 5일에 취임했다. 취임식에는 구금된 정치인들의 친지들이 초청받았고, 반정부 시위를 이끌었던 후안 레케센스의 현수막 뒤의 난간에 모여 참석했다. 1월 19일에 베네수엘라 국회는 니콜라스 마두로 행정부의 은행 계좌를 동결시키는 것을 요청하기 위해 외국과 협력하는 법안을 승인했다.
일부 라틴 아메리카의 지도자들은 니콜라스 마두로에게 권력을 내려놓을 것을 제안했다. 과이도는 1월 25일에 니콜라스 마두로가 권력을 내려놓는다면 사면을 고려할 것이라고 말했다.

## 임시 대통령 선언

베네수엘라의 대통령 지위에 관한 각 나라의 입장
베네수엘라
과이도 인정
국회 지지
마두로 인정
중립

베네수엘라의 헌법 제233조에 따르면, 대통령직이 공석일 경우 새 대통령을 뽑기 전까지 국회의장이 임시로 대통령직을 맡는다. 과이도는 2019년 1월 10일에 니콜라스 마두로가 베네수엘라의 대통령으로 취임한 것이 불법이라고 주장하며 니콜라스 마두로의 대통령직에 맞설 것이라고 밝혔고, 국회는 과이도가 대통령의 권력과 직무를 맡았으며 국회는 니콜라스 마두로를 퇴진시킬 계획을 이어나갈 것이라고 밝혔다. 베네수엘라의 외무부 장관 호르헤 아레아사는 베네수엘라에서 과이도를 아는 사람은 아무도 없는데도 미국은 과이도를 부추기며 스스로가 새 대통령이라고 말하라고 하고 있다고 반응했다.
1월 13일 과이도는 라과이라에서 열린 정치 집회에 참가했으나 베네수엘라의 정보기관인 볼리바르 국가정보원의 요원들이 그를 가로막고 구금했다. 과이도는 45분 뒤에 풀려났다. 리마 그룹과 미주 기구는 해당 행위를 비판했다. 베네수엘라 정부는 일부 볼리바르 국가정보원 관계자들이 일방적으로 행동한 것이며 구속 영장은 볼리바르 국가정보원의 국장에게 발부된 것이라고 했다. 이 사건과 관련해서 열두 명의 볼리바르 국가정보원 요원들이 체포돼 불법 구금과 직권 남용 혐의로 구금됐다.
2019년 1월 23일 과이도는 스스로 임시 대통령임을 선언했다. 과이도는 《워싱턴 포스트》에 논평을 내고 베네수엘라의 상황을 묘사하고 분석했으며, 법치주의를 복구하고 권력 분립과 자유로운 선거를 통해 위기 사태를 개선할 것이라고 밝혔다.
다만 아직 니콜라스 마두로가 퇴출당하지 않고 있는 이유는 여러 가지인데 첫 번째로, 베네수엘라군이 마두로의 개인 사병화(私兵化) 되어있기 때문이다. 베네수엘라군 장성급 장교들은 후안 과이도가 아닌 니콜라스 마두로를 지지하고 있다. 두 번째는 베네수엘라의 다수를 점하는 빈곤층 다수가 아직 니콜라스 마두로를 지지하고 있기 때문이다. 세 번째는 우고 차베스 재임 기간에 양성된 베네수엘라 민병대가 니콜라스 마두로를 지지하으며, 그들의 수는 아직 수십만을 헤아리기 때문이다.

### 국제 사회의 인정
다음 나라들은 과이도를 베네수엘라의 임시 대통령으로 인정했다.
| - 과테말라 - 네덜란드 - 대한민국 - 덴마크 - 도미니카 공화국 - 독일 - 라트비아 - 루마니아 - 룩셈부르크 - 리투아니아 | - 마셜 제도 - 몬테네그로 - 몰타 - 미국 - 미크로네시아 연방 - 바하마 - 벨기에 - 북마케도니아 - 불가리아 | - 브라질 - 세인트루시아 - 스웨덴 - 스페인 - 슬로베니아 - 아르헨티나 - 아이슬란드 - 아이티 - 아일랜드 | - 안도라 - 알바니아 - 에스토니아 - 에콰도르 - 영국 - 오스트레일리아 - 오스트리아 - 온두라스 - 이스라엘 | - 일본 - 자메이카 - 조지아 - 체코 - 칠레 - 캐나다 - 코소보 - 코스타리카 - 콜롬비아 | - 크로아티아 - 파나마 - 파라과이 - 페루 - 포르투갈 - 폴란드 - 프랑스 - 핀란드 - 헝가리 |  |

유럽 연합은 과이도를 베네수엘라의 대통령으로 인정하는 것을 삼가는 대신, 민주적으로 선출된 베네수엘라 국회를 전적으로 지지하며 국회의장인 과이도를 포함한 베네수엘라 국회의원들의 시민권과 자유, 안전이 전적으로 보장돼야 할 것이라고 2019년 1월 23일에 밝혔다. 다음 나라들은 베네수엘라 국회를 지지한다고 밝혔다.
| - 가이아나 - 그리스 | - 노르웨이 - 리히텐슈타인 | - 모로코 - 몰도바 | - 슬로바키아 - 우크라이나 | - 이탈리아 - 중화민국 | - 키프로스 |  |

## 역대 선거 결과
| 선거명      | 직책명                        | 대수 | 정당         | 득표율 | 득표수   | 결과 | 당락 |
| ----------- | ----------------------------- | ---- | ------------ | ------ | -------- | ---- | ---- |
| 2015년 선거 | 국회의원 (바르가스 제1선거구) | 4대  | 민주통일원탁 | 26.01% | 97,492표 | 2위  |      |